# Круз Роуди
Круз Роуди је српска музичка група из Новог Сада. Жанровски се најчешће сврстава у алтернативни рок и инди рок.

## Историја
Група је основана крајем 2021. године.

## Чланови

### Садашњи
- Младен Ракић — гитара, вокал
- Немања Ђорђевић — бас-гитара, вокал
- Данило Миливојевић — бубањ, вокал

## Дискографија

### Студијски албуми
- Све кружи (2024)

## Учешћа на фестивалима
- 2025 — Песма за Евровизију ’25, с песмом Све и одмах[3]